# Wang Jianxun
Wang Jianxun (né le 14 novembre 1981) est un sauteur à ski chinois.

## Palmarès

### Jeux Olympiques
| Épreuve / Édition | Turin 2006 |
| Par équipes       | 16e        |

### Championnats du monde
| Épreuve / Édition | Épreuve / Édition | Oberstdorf 2005 |
| Par équipes       | PT                | 14e             |
| Par équipes       | GT                | 14e             |